# ريكينغ كرو
ريكلينغ كرو (بالإنجليزية: Wrecking Crew)‏ ، هي لعبة فيديو إلكترونية من إنتاج شركة نينتندو سنة 1985م ، وهي لعبة لشخصية مشابهة لسوبر ماريو وهو يقوم بتحطيم كل الجدار والأبواب.

## وصلات خارجية
- Wrecking Crew at NinDB